# Фельтхайм
Фельтхайм (нем. Veltheim AG) — коммуна в Швейцарии, в кантоне Аргау.
Входит в состав округа Бруг.  Население составляет 1405 человек (на 31 декабря 2007 года). Официальный код  —  4120.